# بيليي (تفير)
بيليي (بالروسية: Белый) هي مدينة في مقاطعة تفير أوبلاست في روسيا.
يبلغ عدد سكانها حوالي 3797 نسمة.